# شهرستان موگوچینسکی
شهرستان موگوچینسکی (به لاتین: Mogochinsky District) یک شهرستان در روسیه است که در سرزمین زابایکالسکی واقع شده‌است.